# ハンス・ヘルマン・フォン・カッテ

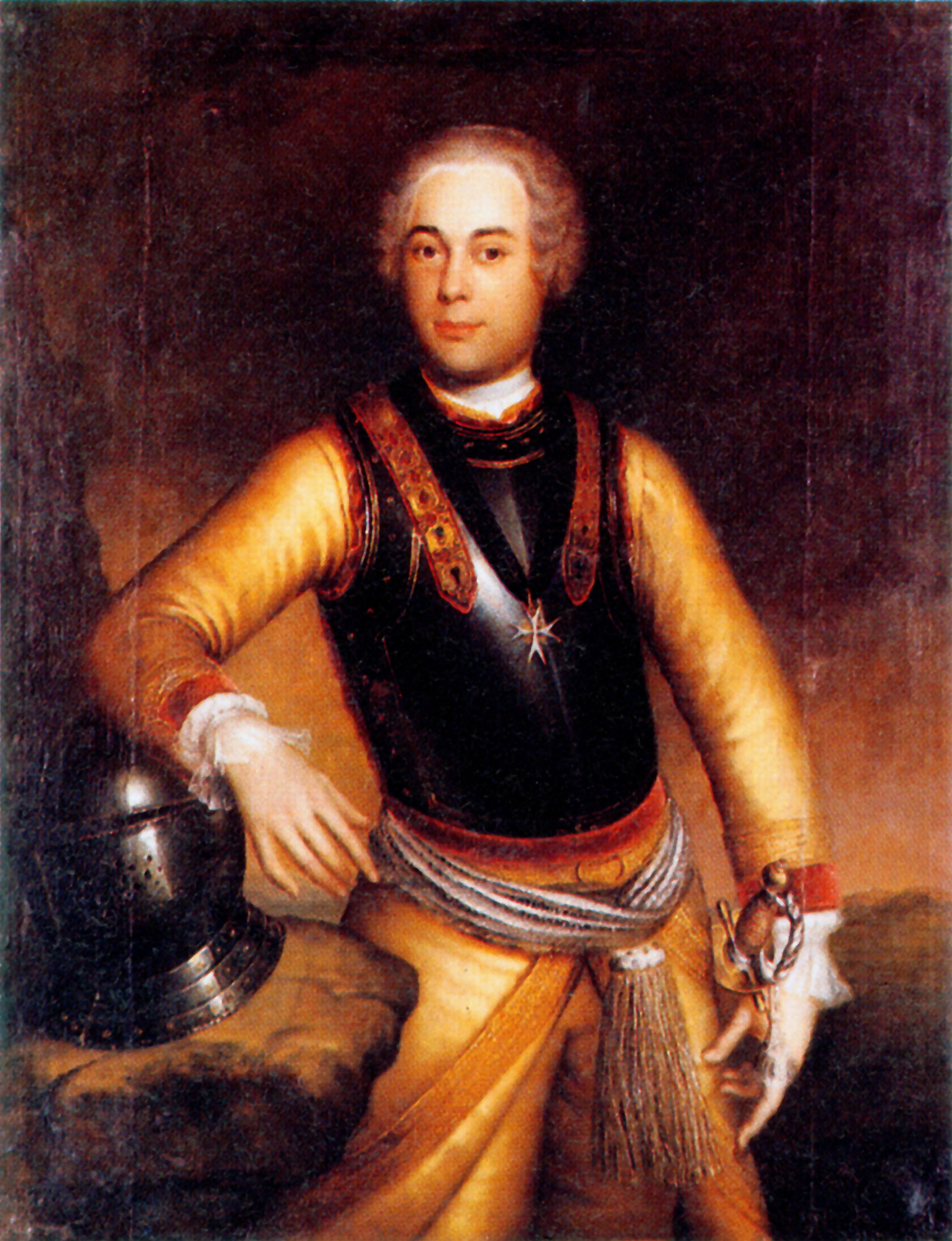
ハンス・ヘルマン・フォン・カッテ

ハンス・ヘルマン・フォン・カッテ（Hans Hermann von Katte、1704年2月28日 - 1730年11月6日）は、プロイセン軍の軍人で、王太子フリードリヒ（後のフリードリヒ2世（フリードリヒ大王））の親友にして側近であった。
1729年にフリードリヒの母方のハノーヴァー朝が治めるイギリス逃亡を手助けしようとした罪で、翌年斬首刑になった。
カッテの裁判を巡っては一審で無期懲役の判決が出たが、王太子の父であるフリードリヒ・ヴィルヘルム1世が控訴して二審で死刑判決が出された。当時のプロイセンは進んだ司法制度を持ち、ヨーロッパで唯一、司法と政治が独立していた国であったが、国王から「この世からカッテが一人消えるか、司法が消えるか、どちらが良いか」と判事が脅迫されて、死刑判決を出したといわれている。

## 処刑

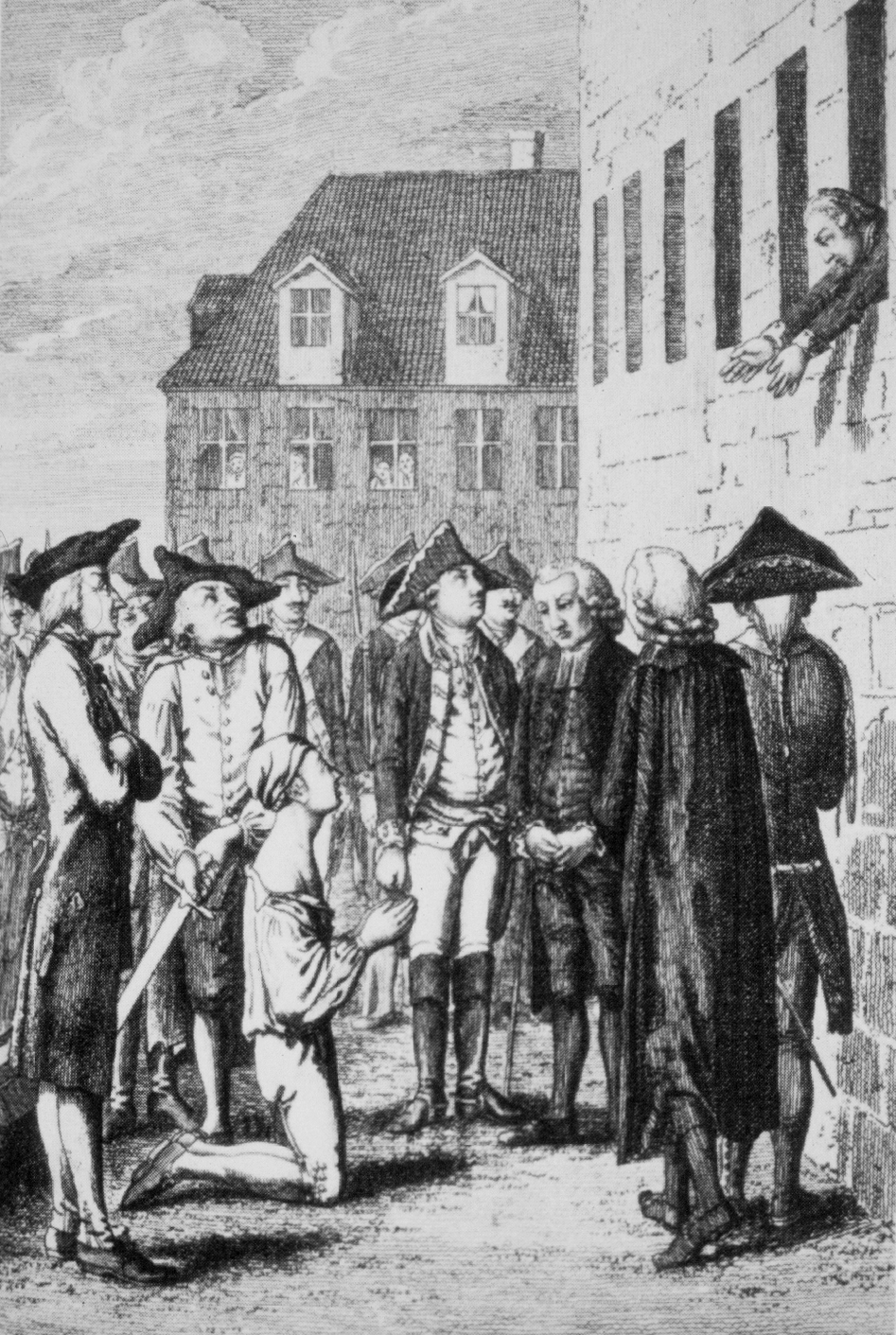
処刑されるカッテとそれを見届ける王太子フリードリヒ

カッテは王太子が監禁されているキュストリンの塔の傍で処刑され、その様子は後世まで語り草になり、多くの小説、叙事詩、ドラマ、舞台作品などに登場している。
王太子が「カッテよ、この私を許してくれ!」と房の窓から叫ぶと、カッテは「私は殿下のために喜んで死にます」と従容し、王太子の目の前で斬首に処せられたという。王太子はその処刑を窓から見ているよう、父王から強制されたが正視できぬまま失神した。カッテの遺書には「私は国王陛下をお怨み申し上げません。殿下は今までどおり父上と母上を敬い、一刻も早く和解なさいますように」と書かれていたと伝えられている。
カッテの首を刎ねた処刑人の剣は、カッテの剣 (Katte-Richtschwert) と呼ばれ、ブランデンブルク・アン・デア・ハーフェルに現存している。